# Assemblée nationale (Mauritanie)
Pour les autres articles nationaux ou selon les autres juridictions, voir Assemblée nationale.
10e législature
Nouveau bâtiment de l'Assemblée nationale
L'Assemblée nationale (en arabe : الجمعية الوطنية, Al Jam'iya Al Wataniya) est le parlement monocaméral de la Mauritanie. Elle est composée de 176 membres, appelés « députés », élus pour un mandat de cinq ans au suffrage universel direct.
Créée en tant que chambre monocamérale en 1959, l'Assemblée nationale devient de 1991 à 2017, la chambre basse du parlement bicaméral de la Mauritanie. Le Sénat, aboli en 2017, en était la chambre haute.

## Système électoral

### Actuel
L'Assemblée nationale est composée de 176 sièges pourvus pour cinq ans selon un mode de scrutin parallèle, les électeurs votant sur quatre bulletins de votes différents. Sur les quatre, le premier donne lieu à une attribution des sièges selon deux systèmes différents en fonction du nombre de sièges à pourvoir dans les circonscriptions.
Sont ainsi à pourvoir 125 sièges dans plusieurs circonscriptions correspondant aux départements à l'exception de la capitale Nouakchott. Cette dernière, qui formait en 2018 la plus grande circonscription avec 18 sièges, a été divisée pour les élections de 2023 en trois circonscriptions de 7 sièges chacune correspondant à ses régions administratives (Wilayas) : Nouakchott-Nord, Nouakchott-Ouest et Nouakchott-Sud. Six nouveaux départements ont par ailleurs été créés depuis le précédent scrutin, faisant ainsi passer le total de sièges de 113 à 125,.
Dans les circonscriptions d'un ou deux sièges, le scrutin utilisé est majoritaire à deux tours. Les partis présentent un candidat ou un binôme de candidat (obligatoirement composé d'un homme et d'une femme) : celui qui reçoit la majorité absolue des suffrages exprimés au premier tour est déclaré élu. À défaut, un second tour est organisé entre les deux candidats ou binômes arrivés en tête. Celui qui réunit le plus de suffrages au second tour remporte le ou les sièges à pourvoir.
Dans les circonscriptions de plus de deux sièges, il est fait recours au scrutin proportionnel plurinominal de liste bloquées. Les partis présentent des listes comportant autant de candidats que de sièges à pourvoir, avec une alternance de candidats de chaque sexe. Après décompte des suffrages, les sièges sont répartis selon la méthode du plus fort reste, sans seuil électoral,,.
À ces 125 sièges se rajoutent 51 autres, également pourvus au scrutin proportionnel plurinominal de liste bloquées mais dans trois circonscriptions nationales superposées couvrant chacune l'intégralité du territoire. Vingt sièges sont ainsi pourvus par des listes réservées aux femmes, onze par des listes réservés aux jeunes, et les vingt restants par des listes ouvertes à tous les candidats. Hormis celles réservées aux femmes, les listes doivent faire alterner des noms de candidats masculins et féminins, et celles des jeunes comporter au moins deux handicapés. Les élections de 2023 sont les premières organisées depuis l'introduction des listes réservés aux jeunes,.
Enfin, quatre sièges devaient être réservés à des représentants des Mauritaniens de l’étranger, élus par la diaspora, mais cette partie de la nouvelle loi électorale a été rejetée par le Conseil constitutionnel le 10 février 2023,.

### Avant 2023
L'Assemblée nationale est composée de 157 sièges pourvus pour cinq ans selon un mode de scrutin parallèle.
Sont ainsi à pourvoir 113 sièges dans 47 circonscriptions électorales de 1 à 18 sièges, pourvus pour celles d'un ou deux sièges au scrutin uninominal majoritaire à deux tours, et pour celles de trois sièges ou plus au scrutin proportionnel plurinominal de liste bloquées, auxquels se rajoutent 40 sièges pourvus au scrutin proportionnel plurinominal de liste bloquées également mais dans une unique circonscription nationale, dont la moitié réservée aux femmes sur une liste à part. Il n'est pas fait recours à un seuil électoral, la répartition des sièges se fait au plus forte. Les listes se présentant dans les circonscriptions de deux sièges ou plus doivent faire alterner des noms de candidats masculins et féminins,. Enfin, quatre députés représentants les Mauritaniens de l’étranger sont élus par la disapora.
En janvier 2018, l'assemblée vote une réactualisation du nombre de députés à l’Assemblée nationale qui passe à 155 sièges conformément aux résultats du recensement général de la population et de l’habitat effectué en 2013 et à la création de deux nouveaux arrondissement, après un précédent passage de 146 à 147 sièges. Se voient ainsi attribuées un siège supplémentaire les quatre circonscriptions d’Aleg, de Tintane, de Kaédi et de Nouadhibou, celles-ci ayant atteint le seuil de population accordant une représentation par quatre députés chacune. À ces sièges s'ajoutent quatre autres nouvellement créés représentant les Mauritaniens établis à l’étranger. La caution de candidature est réduite de 20 000 à 10 000 ouguiyas et le seuil de suffrages exprimés requis pour le remboursement est fixé à 3 %.
En juin 2018, enfin, l'assemblée porte le nombre de sièges à 157 à la suite du dernier découpage administratif créant les départements (Moughataas) de Ghabou et de Benichab respectivement dans les districts (Wilayas) du Guidimagha et de l’Inchiri.

### Conditions
Pour devenir député, il faut être citoyen mauritanien jouissant de ses droits civils et politiques et âgé de 25 ans au moins.
Une loi organique fixe les conditions de l'élection des députés, leur nombre, leur indemnité, les conditions d'éligibilité, le régime des inéligibilités et des incompatibilités mais également les conditions dans lesquelles sont élues les personnes appelées à assurer, en cas de vacance de sièges, le remplacement des députés jusqu'au renouvellement général ou partiel de l'assemblée.

### Contestations
Le Conseil constitutionnel statue en cas de contestation sur la régularité de l'élection des députés et sur leur éligibilité.
Les députés ne peuvent être poursuivis, recherchés, arrêtés, détenus ou jugés à l'occasion des opinions qu'ils émettent dans l'exercice de leurs fonctions. Et, pendant la durée des sessions, ils ne peuvent être poursuivis ou arrêtés en matière criminelle ou correctionnelle qu'avec l'autorisation de l'Assemblée nationale sauf en cas de flagrant délit. Ils ne peuvent également être arrêtés, hors sessions, qu'avec l'autorisation du bureau de l'Assemblée nationale, sauf dans le cas de flagrant délit, de poursuites autorisées ou de condamnation définitive.

## Histoire parlementaire
| Date        | Constitution                                                               | Parlement           | Parlement           |
| Date        | Constitution                                                               | Chambre haute       | Chambre basse       |
| ----------- | -------------------------------------------------------------------------- | ------------------- | ------------------- |
| 1959-1991   | Constitution de 1959 Constitution de 1961 Charte constitutionnelle de 1985 | Assemblée nationale | Assemblée nationale |
| 1991-2017   | Constitution de 1991                                                       | Sénat               | Assemblée nationale |
| Depuis 2017 | Constitution de 1991                                                       | Assemblée nationale | Assemblée nationale |

De 1961 à 1991, l'Assemblée nationale est la chambre unique du Parlement mauritanien.
En 1991, lors de l'adoption de la constitution actuelle, le Sénat a été créé. Celui-ci est alors la chambre haute tandis que l'Assemblée nationale devient la chambre basse.
En 2017 par référendum, le Sénat est aboli et l'Assemblée nationale redevient la chambre unique du Parlement mauritanien.
Mohamed Ould Megett est élu président de l'Assemblée nationale le 19 juin 2023 avec 137 voix contre 27.